# Grobnica narodnih herojev, Kalemegdan
Grobnica narodnih herojev na Kalemegdanu se nahaja pod Beograjsko trdnjavo; zgrajena je bila leta 1948.
V njej se nahajajo posmrtni ostanki:
- Ive Lole Ribarja (1916–1943),
- Ivana Milutinovića (1901–1944),
- Đura Đakovića (1886–1929) in
- Moše Pijadeja (1890–1957).

Podobe Ribarja, Milutinovića in Đakovića je leta 1949 naredil Stevan Bodnarov, medtem ko je Pijadeja upodobil Slavoljub Vava Stanković leta 1959.
Leta 1983 je postala kulturni spomenik z odlokom Skupščine mesta Beograd.